# Bornmuellera tymphaea
Bornmuellera tymphaea là một loài thực vật có hoa trong họ Cải. Loài này được (Hausskn.) Hausskn. mô tả khoa học đầu tiên năm 1897.